# Barbara Janiszewska
Barbara Janiszewska (Poznań, 4 december 1936 - Kraków, 20 november 2000) was een atleet uit Polen.

In 1956 nam Janiszewska voor het eerst deel aan de Olympische Zomerspelen van Melbourne en liep ze de 100 en 200 meter sprint, en op de 4x100 meter estafette.
Op de Olympische Zomerspelen van Rome in 1960 behaalde ze een bronzen medaille op de 4x100 meter estafette, en liep ze de 200 meter, waar ze in de finale als vijfde eindigde.
Op de Olympische Zomerspelen van Tokio in 1964 liep ze de 100 en 200 meter sprint. Op de 4x100 meter estafette startte ze uiteindelijk niet.
Op de Europese kampioenschappen atletiek 1958 behaalde Janiszewska een gouden medaille op de 200 meter, in een eindtijd van 24,1 sec.

## Privé
Janiszewska was tweemaal gehuwd, met de Poolse polsstokhoogspringer Zbigniew Janiszewski, en met de Poolse hoogspringer Piotr Sobotta. Beide malen scheidde ze.